# Vermögenserklärung
Zusammen mit der „Eröffnung“ über ihre Deportation aus Deutschland wurde Juden von einer Leitstelle der Gestapo oder der jüdischen Kultusgemeinde mitgeteilt, dass ihr Vermögen beschlagnahmt sei und sie eine Vermögenserklärung abzugeben hätten.
Darin war auch das Wohnungsinventar einschließlich der Kleidung aufzulisten. Nach der Deportation verwertete die Finanzverwaltung das jüdische Vermögen mit Hilfe der Vermögenserklärungen. Zumindest im Dezember 1941 gab es noch kein vorgedrucktes Formular; die Habe wurde zimmerweise aufgelistet.
Die Vermögenserklärung entspricht nicht dem Vermögensverzeichnis, in dem gemäß der Verordnung über die Anmeldung des Vermögens von Juden vom 26. April 1938 (RGBl. I, S. 414) Vermögen über einem Wert von 5000 RM aufgelistet werden mussten.

## Formblatt „Vermögenserklärung“
Im vorgedruckten Formular von 16 Seiten Umfang wurden zuerst neben persönlichen Daten auch Angaben zur Wohnung, zur Miete und zum Zustand der Räumlichkeiten abgefragt. Als Aktiva mussten Bargeldbestand, Guthaben bei Geldinstituten, Wertpapiere, Liegenschaften und ausstehende Forderungen wie Versicherungspolicen oder Renten angegeben werden. Für Passiva waren ausstehende Beiträge beispielsweise für Krankenkassen oder Steuerrückstände aufzuführen.
Ebenfalls in diesem Formular, teilweise aber auch gesondert in einem Einlageblatt, mussten umfassende Angaben zum Wohnungsinventar sowie zu Kleidungsstücken und Weißwäsche gemacht werden. Die Auflistung war sehr detailliert: Unter „Herrenkleidung“ wurde zum Beispiel die Stückzahl von Unterwäsche, Krawatten und Strumpfpaaren erfragt. Hinter jeder Angabe blieb Platz für eine Wertangabe.
Es war verboten, dritten Personen Einblick in diese Formblätter zu gewähren. Falsche oder unvollständige Angaben waren mit – nicht weiter erläuterten – Strafen bedroht.

## Verwertung
Die Vermögenserklärung musste zusammen mit den Personaldokumenten, Lebensmittelkarten und Wohnungsschlüsseln zum „Vorladeort“ – meist einem Sammellager bei der Jüdischen Kultusgemeinde – mitgebracht werden. Nach der 11. Verordnung zum Reichsbürgergesetz trat bei Übertritt ins Ausland automatisch der „Vermögensverfall“ ein. Es kamen dabei enorme Werte zusammen; neben Bankguthaben, Wertpapieren und Immobilien auch Möbel, Haushaltswaren und Wäsche, die wegen der Kriegssituation als Mangelware begehrt waren.
Nach der Enteignung waren im Deutschen Reichsgebiet zunächst zentral das Berliner Finanzamt Moabit-West, danach der Oberfinanzpräsident Berlin mit der Verwaltung und Verwertung des entzogenen jüdischen Vermögens beauftragt. Den vor Ort mit der Durchführung der sogenannten Aktion 3 betrauten Beamten des Reichsfinanzministeriums wuchs ein enormer Kontrollaufwand zu, um die verlassenen Wohnungen möglichst schnell für eine weitere Vermietung freimachen zu lassen, Diebstähle zu verhindern und Wertgutachten einzuholen.
Die Verwertung jüdischen Eigentums, für die die abgeforderten Vermögenserklärungen eine wichtige Grundlage bildeten, brachte nach zeitgenössischer amtlicher Berechnung rund 778 Millionen Reichsmark ein.